# 象棋巫师

象棋巫师的运行界面

象棋巫师（xqwizard）是一款适用于Windows系统的象棋棋谱编辑和对弈的开源软件。它以ElephantEye（象眼竞技）为引擎，以中国象棋开局编号（ECCO）记录棋谱，可以实现人机智能对弈，编辑局面，保存棋谱，并可以读取PGN、CHE、XQF、MXQ、FEN等格式的棋谱文件。内置上千盘局面练习题（基本杀招练习、基本战术练习、中局练习、残局练习、橘中秘、烂柯神机和适情雅趣等）。

## 附带程序
- 超级象棋巫师：与象棋巫师功能完全一样，但多有一个仕相升变[5]的规则；
- 象棋魔法学校：残局闯关模式，需要赢得当前关卡才能进入下一关，共有数百关残局局面；
- 棋谱批量转换工具：可以实现不同格式的棋谱文件（XQF、CHE、MXQ、CCM等格式）均转换为PGN格式；
- 开局库管理：编辑修改象棋巫师的开局库。

## 延伸作品

### GMChess
GMChess（天书棋谈）是一个在GNU/Linux下运行的中国象棋软件，开发基于象棋巫师，使用gtkmm和c++。可以读取多种网络象棋平台的棋谱，提供AI支持。授权协议为GPLv2，是自由软件。支持通过Pidgin发出邀请进行游戏。

### 历史
重要版本更新历史，舍弃小bug修复。
| 版本   | 日期           | 说明                                                                                   |
| ------ | -------------- | -------------------------------------------------------------------------------------- |
| 0.10   | 2009年3月26日  | 仅有读谱功能，读取qq象棋、联众象棋、中游象棋、象棋演播室等软件生成的棋谱。             |
| 0.10.2 | 2009年4月12日  | 添加棋谱书管理功能                                                                     |
| 0.20   | 2009年4月27日  | 添加AI对战功能                                                                         |
| 0.20.1 | 2009年7月20日  | gmchess图标投票，图标及声音文件都替换成GPL版权的文件；yalong的补丁；初步的计时器功能。 |
| 0.20.2 | 2009年8月20日  | 更新有版权争议的图片；去除libglademm依赖，争取并进入Debian                             |
| 0.20.3 | 2009年10月9日  | 配置目录更改符合FreeDesktop.org标准，添加难度设置，改进界面，支持使用黑棋。            |
| 0.29.3 | 2010年11月19日 | 未知                                                                                   |

## 外部連結
- 象棋巫师官网——象棋百科全书（页面存档备份，存于）
- GMChess（天书棋谈）开发页面（页面存档备份，存于）